# Danylo Krewsun
Danylo Serhijowytsch Krewsun (ukrainisch Данило Сергійович Кревсун; * 21. April 2005) ist ein ukrainischer Fußballspieler. Derzeit steht der Abwehr- und Mittelfeldspieler bei Borussia Dortmund unter Vertrag.

## Sportlicher Werdegang
Krewsun entstammt der Jugend von Schachtar Donezk. In Folge des russischen Angriffskriegs auf die Ukraine seit 2022 flüchtete er mit seiner Mutter nach Dortmund. Nachdem er sich kurzzeitig als Gast bei Borussia Dortmund fit gehalten hatte, schloss er sich dem Nachwuchsbereich des SC Preußen Münster an. In der A-Junioren-Bundesliga 2022/23 spielte er mit der Mannschaft gegen den Abstieg. Nachdem er dabei in sieben Spielen vier Tore erzielt hatte, kehrte er Anfang 2023 zu Borussia Dortmund zurück. Mit neun Toren und sieben Torvorlagen in der regulären Saison der A-Junioren-Bundesliga 2023/24 gehörte er zu den Leistungsträgern, die dem Klub die erneute Endrundenteilnahme und letzten Endes den Finaleinzug ermöglichten. Bereits im Januar 2024 hatte der Klub den Vertrag mit dem Ukrainer bis 2026 verlängert und vor der Endrunde hatte er erste Luft im Profibereich geschnuppert, als Jan Zimmermann ihn bei der 2:3-Niederlage von Borussia Dortmund II beim SV Sandhausen am 6. April 2024 als Einwechselspieler für Ole Pohlmann einsetzte. Während der anschließenden Sommerpause gehörte er zum Kader der ukrainischen U-19-Auswahl bei der U-19-Europameisterschaft 2024, mit der er im Halbfinale an Frankreich scheiterte.
Vor der Drittligasaison 2024/25 wurde Krewsun dauerhaft in den Kader der Dortmunder Zweitvertretung aufgenommen, saß aber anfangs nur auf der Ersatzbank. Nach einem durchwachsenen Saisonstart stand er beim 2:1-Heimerfolg über Dynamo Dresden Anfang Oktober erstmals in der Startelf. Am Saisonende stieg er mit den Dortmundern in die Regionalliga West ab.